# La Gioconda (Ponchielli)
|  | Aquest article tracta sobre l'òpera de Ponchielli. Si cerqueu el quadre de da Vinci, vegeu «La Gioconda». |

La Gioconda és una òpera en quatre actes d'Amilcare Ponchielli sobre un llibret d'Arrigo Boito (signat sota el pseudònim anagramàtic de Tobia Gorrio), inspirat en el drama Angelo, tyran de Padoue, una obra de teatre en prosa de 1835 de Victor Hugo. És la mateixa font que Gaetano Rossi havia utilitzat per al llibret d'Il giuramento de Mercadante el 1837). Es va estrenar a La Scala de Milà el 8 d'abril de 1876.
La Gioconda va ser un gran èxit per a Ponchielli, entre les òperes italianes amb més èxit al costat de l'Aida (1871) i l'Otello (1887) de Verdi. També és un exemple famós del gènere italià de la grande opera, l'equivalent de la grand opéra francesa, amb forts trets passionals i dramàtics i amb una escriptura vocal i efectes teatrals que anuncien el verisme.
Malgrat el succés de públic i crítica de l'estrena, el compositor va revisar l'obra tres vegades; la quarta i última versió es va representar per primera vegada el 1879 a Gènova abans d'arribar a La Scala de Milà el 12 de febrer de 1880. Aquesta versió es va establir com la definitiva. Hi ha diversos enregistraments complets, i es representa regularment, sobretot a Itàlia. És una de les poques òperes que té un paper principal per a cadascun de les sis veus principals. L'òpera inclou també el famós ballet Dansa de les hores, sovint representat per separat o en paròdia.

## Origen i context
Després de l'estrena de I Lituani, el 7 de març de 1874 a La Scala de Milà, Ponchielli va començar a cercar un nou llibret i es va posar en contacte amb Arrigo Boito. El tema proposat, el drama de Victor Hugo Angelo, tyran de Padoue, va deixar en un primer moment perplex el compositor, que temia la comparança amb Il giuramento de Saverio Mercadante, una afortunada versió operística del mateix tema que havia estat estrenada a La Scala l'11 de maig de 1837. Així que durant un temps, va considerar el projecte paral·lel de posar en música el Piquillo Alliaga d'Eugène Scribe, per la qual cosa va encarregar la redacció del llibret a Antonio Ghislanzoni.

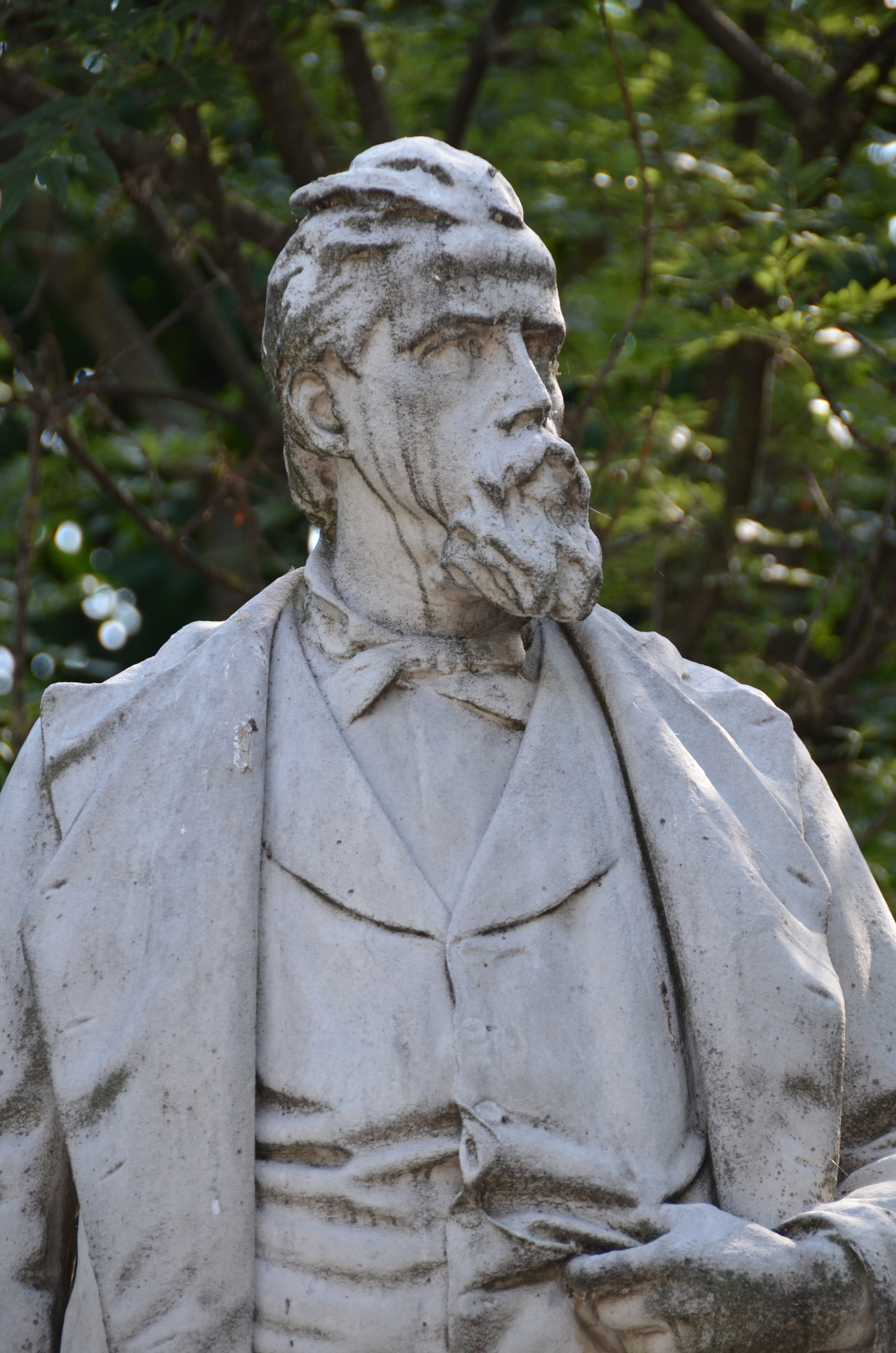
Amilcare Ponchielli, en una estàtua a Cremona

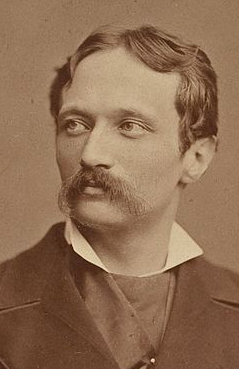
Arrigo Boito, autor del llibret sota el pseudònim de Tobia Gorrio

Boito va decidir d'adaptar el tema amb gran llibertat, introduint el personatge de Barnaba i donant un nou caràcter a la resta de personatges. El novembre de 1874 estaven enllestits els dos primers actes del llibret, i Ponchielli es va afanyar a iniciar la faena de composició, però tenia molts dubtes, que el van acompanyar fins a la conclusió de l'obra. Malgrat la seva admiració incondicional per Boito, Ponchielli temia que l'element dramàtic ultrapassés el líric, cosa que podia portar a una reacció negativa del públic. S'adonava, per altra banda, que l'audàcia dramatúrgica i formal de Boito l'estava obligant a modificar el seu estil. En una lletra escrita el 3 de juny de 1875 a l'amic músic Achille Formis, deia:
| « | Estic ocupat en aquesta Gioconda, però t'assegure que més de cent voltes al dia, estic temptat de desistir-hi; per moltes raons. La primera és que no tinc confiança en el llibret, massa difícil, i potser no escaient a la meua manera de compondre. Tenint en compte que sóc per naturalesa malcontent, ací ho sóc doblement, atès el freqüent i excessiu enlairament dels conceptes, del vers, de la dificultat formal, i no trobe les idees que jo voldria. És d'allò més inconcebible, però trobe en mi més fluïdesa quan el vers és comú […] Hi ha moments en què em sembla no ser capaç de capturar una idea, i de no tenir prou fantasia. És un fet, doncs, que ara per ara he de cercar un altre llibret i un altre poeta, que escriga no per a ell, sinó per al músic. | » |

Les contínues sol·licituds de modificació del llibret eren ignorades per Boito, ja embarcat en el projecte de portar a escena la nova versió del seu Mefistofele (Bolonya, Teatre Comunale, 8 d'octubre de 1875), fins al punt que Ponchielli va haver de recórrer a la influència de l'editor Ricordi per a aconseguir-les. El 19 de juny de 1875 el primer acte estava enllestit, tot i que sense l'orquestració, però Ponchielli —potser per a fugir de les seues pròpies pors— s'havia capficat mentrestant en la composició d'una cantata en honor de Gaetano Donizetti, que va ser estrenada a Bèrgam el 13 de setembre de 1875, i havia iniciat la revisió de la juvenil La Savoiarda que esdevindria l'òpera Lina.
Ponchielli finalment es va posar a treballar de valent a la Gioconda, però com més s'acostava l'estrena, més creixia el pànic. Per això escrivia el 31 de desembre a l'editor Giulio Ricordi:
| « | He rebut el vostre telegrama al qual voldria donar una resposta alegre que apaivagara les preocupacions de tots dos referents a la santa màrtir Gioconda, que també em martiritza a mi, enfonsant-me en una mar d'incerteses, de "sís" i de "nos", de peces fetes i després esgarrades, de penediments, de pauses, d'ensurts, de terrors, fins al punt d'alterar-me físicament i emocionalment, de portar el mal humor a casa, de fer plorar la muller... i la criada!! | » |

Cap a la fi de la tasca de composició, mancaven només quatre peces: el final del tercer acte, la Dansa de les Hores, el duet final del quart acte i l'obertura. El 12 de gener de 1876 l'esquema estava conclòs, a excepció del ballet i el preludi. El mateix dia, Ponchielli va iniciar-ne l'orquestració. Però els dubtes sobre el treball ja fet continuaven turmentant-lo: el 24 de gener va informar l'editor que volia canviar radicalment el duet entre Enzo i Barnaba, i que això suposaria que l'òpera no estaria enllestida per a l'estrena durant el carnaval. La Dansa de les Hores va ser composta a Milà, quan els assajos de cant ja s'havien iniciat i, segons un testimoni, s'hi van tenir en compte alguns suggeriments de Luigi Manzotti, autor del ballet Excelsior.
Sobre el mateix tema, el compositor italià Saverio Mercadante va compondre Il giuramento (1837), molt famosa en el seu dia; el compositor rus César Cui va escriure sobre el mateix text de Victor Hugo una altra òpera avui totalment oblidada, Angelo, que es va estrenar a Sant Petersburg amb pocs dies de diferència respecte a la de Ponchielli.

## Historial de composició i interpretació
La Gioconda forma part del repertori d'òpera estàndard a Itàlia i s'escenifica regularment als teatres d'òpera d'aquesta nació. Donat el gran nombre de personal i els decorats elaborats que requereix l'òpera, l'obra és una de les òperes més cares de produir i, com a resultat, l'òpera es representa amb més freqüència en teatres d'òpera amb pressupostos més grans com el Teatro alla Scala de Milà i el Metropolitan Opera de Nova York. La despesa de producció de l'òpera ha fet que sigui menys freqüent fora d'Itàlia, però encara forma part del cànon occidental de la literatura operística a l'escenari internacional.

### Escenificacions i revisions inicials a Itàlia

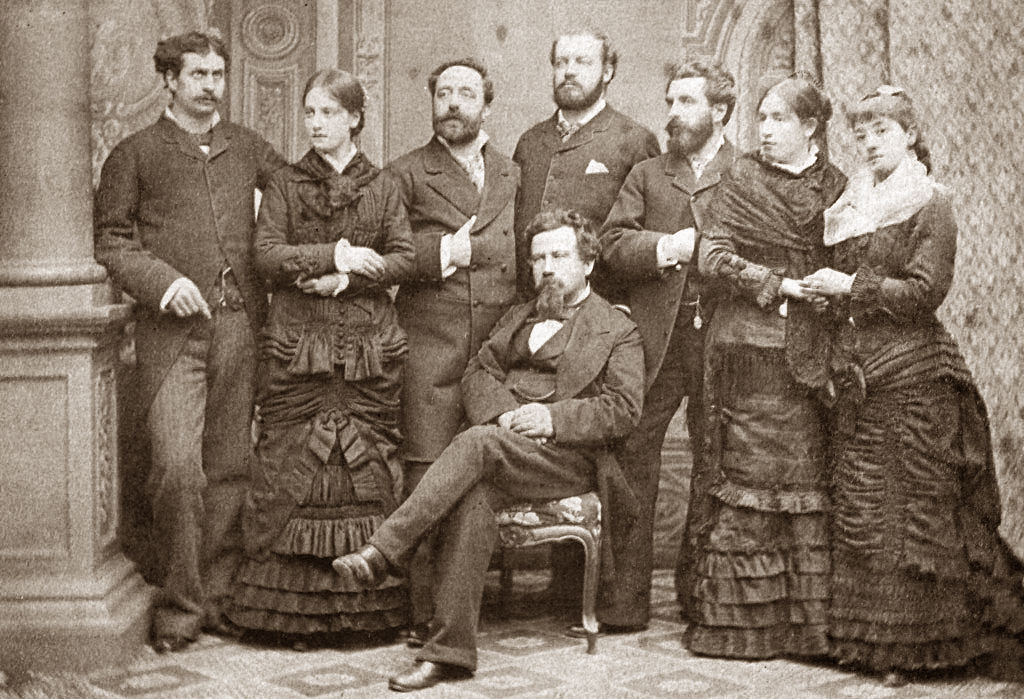
El repartiment de la quarta versió s'estrena al Politeama Genovese, 1879. D'esquerra a dreta: Francesco Marconi, Flora Mariani De Angelis, Gialdino Gialdini, Edouard De Reszke, Gustavo Moriami, Maddalena Mariani Masi, Giuditta Celega. Amilcare Ponchielli assegut al centre.

La Gioconda va ser encarregada l'any 1874 per Giulio Ricordi de l'editorial musical Casa Ricordi. Ricordi va seleccionar Arrigo Boito per escriure el llibret; tot i que va utilitzar un anagrama del seu propi nom, 'Tobia Gorrio'. Boito en va modelar l'estructura inspirat de l'estil de la grand opéra del dramaturg francès Eugène Scribe; emprant un marc històric amb una àmplia gamma de personatges que podria oferir un espectacle visual a l'escenari i oportunitats de contrast. En la tradició de la grand opéra francesa, l'obra conté un ballet central i escenes corals massives.
La Gioconda es va representar per primera vegada al Teatro alla Scala de Milà el 8 d'abril de 1876 amb la soprano italiana Maddalena Mariani Masi en el paper principal i el tenor navarrès Julián Gayarre com a Enzo. L'obra va ser rebuda positivament a l'estrena amb el principal crític musical de Milà, Filippo Filippi de la revista La perseveranza, que va declarar que, a part de Giuseppe Verdi, només Ponchielli podia produir una òpera de tanta importància entre els compositors vius d'Itàlia. L'esposa de Ponchielli, la soprano Teresina Brambilla, també va interpretar el paper de La Gioconda en representacions posteriors de l'òpera a La Scala el 1876, i es va convertir en una famosa intèrpret del paper.
Després de l'estrena, Ponchielli va continuar modificant l'obra diverses vegades per a produccions successives. Per a la primera posada en escena de l'òpera a Venècia al Teatre Rossini el 18 d'octubre de 1876 es van fer nombrosos canvis; inclosa l'addició de la 'Furlana' a l'Acte I; una nova cabaletta ('O grido di quest' anima') per al duet entre Enzo i Barnaba; una preghiera per a Laura a l'acte II; i una nova ària per a Alvise a l'acte III que més tard va ser descartada en muntatges posteriors, però la lletra de la qual va ser reutilitzada en part en revisions posteriors dins del Credo de Iago. L'òpera va ser modificada de nou per a la primera posada en escena a Roma al Teatre Apol·lo el 23 de gener de 1877. Per a aquesta producció, Ponchielli va escriure un nou final de l'acte I que va substituir una repetició de la 'Furlana' i va substituir la batalla naval al final de l'acte II amb un duet per a Enzo i Gioconda.
La quarta i última versió de l'òpera es va estrenar a Gènova el 27 de novembre de 1879 sense gaire publicitat. Tanmateix, aquesta versió més tard va aconseguir l'aclamació de la crítica i l'estatus de versió definitiva de l'òpera quan es va posar en escena a La Scala de Milà l'any següent el 28 de març de 1880. Per a aquesta versió, Ponchielli va tornar a compondre l'ària d'Alvise, "Si! Morir ella de!", i va substituir l'stretto original al final de l'acte III per una peroració orquestral del tema principal del pezzo concertato anterior. Aquesta construcció va ser nova en aquell moment, i més tard va influir en altres compositors d'òpera com l'alumne de Ponchielli, Giacomo Puccini.

### Actuacions internacionals a Europa i Amèrica del Sud
Després d'estrenar l'obra l'any 1876, La Scala ha representat La Gioconda diverses vegades al llarg de la seva història; sobretot un revival posat en escena per Nicola Alexandrovich Benois amb un repartiment protagonitzat per Maria Callas i Giuseppe di Stefano a la dècada de 1950. Callas havia abordat anteriorment el paper de La Gioconda; cantant el paper del seu debut d'òpera professional a l'⁣Arena di Verona el 2 d'agost de 1947. La producció de Benois va romandre en el repertori de La Scala fins al 1997; encara que amb diferents intèrprets. La Scala també va ser responsable de la primera gravació completa de l'òpera feta l'any 1931 amb Giannina Arangi-Lombardi en el paper principal. El 2022 La Scala va estrenar una nova posada en escena de l'òpera del director Davide Livermore amb un repartiment encapçalat per les sopranos Saioa Hernández i Irina Churilova que es van alternar en el paper principal.
L'estrena al Regne Unit de La Gioconda es va fer a la Royal Opera House de Covent Garden el 31 de maig de 1883 amb la soprano nord-americana Maria Durand en el paper principal. L'estrena espanyola de l'òpera es va fer a Barcelona l'any 1886. Això va ser seguit per actuacions el 1887 a Brussel·les, Viena i Varsòvia.
El famós tenor Enrico Caruso va tenir el primer gran èxit de crítica de la seva carrera en el paper d'Enzo quan va interpretar el paper al Teatre Massimo és Palerm el 1897.
La soprano italiana Tina Poli-Randaccio va rebre elogis per la seva interpretació del paper de La Gioconda durant la primera meitat del segle XX en l'escenari internacional. Després d'haver cantat ja La Gioconda en una gira sud-americana el 1904-1905 al Theatro Municipal (São Paulo) i al Theatro Municipal (Rio de Janeiro), va interpretar per primera vegada el paper a Europa al Teatre Massimo Vittorio Emanuele de Palerm el 1907. Va interpretar el paper en diversos altres teatres, com ara La Fenice (1908), el Teatro Real (1910), el Teatro Regio di Parma (1911), el Teatro Carlo Felice (1911), el Teatre Costanzi de Roma (1915), el Teatre Municipal de Santiago (1915), el Teatre Colón de Buenos Aires (1915), el Teatro di San Carlo de Nàpols (1915), el Teatre Dal Verme de Milà (1917), el Gran Teatre de La Habana de Cuba (1918), el Teatro Comunale di Bologna (1919), el Teatro Comunale de Mòdena (1927), el Teatro Lirico de Milà (1929) i el Teatro Politeama Garibaldi de Palerm (1931), entre d'altres. A més, va assumir el paper de La Gioconda per a les emissions radiofòniques de l'òpera amb orquestres a Roma i Torí el 1931.
L'any 1909 l'òpera es va representar al Teatro dell'Opera de Roma amb un excel·lent repartiment compost per Angelo Masini Pieralli, Giannina Russ, Luisa Garibaldi i Titta Ruffo.
El 2017 l'òpera es va representar per primera vegada a la República Txeca al Teatre Nacional de Brno, Teatre Janáček amb Csilla Boross en el paper principal. El 2022 Joseph Calleja va interpretar Enzo i Amanda Echalaz va interpretar La Gioconda a la Grange Park Opera.

### Elenc de les diferents versions
| Rol            | Veu          | Intèrprets de l'estrena 8 d'abril de 1876, Teatro alla Scala (director Franco Faccio) | Intèrprets de la segona versió 18 d'octubre de 1876, Teatro Rossini (director Franco Faccio) | Intèrprets de la tercera versió 24 de gener de 1877, Teatro Apollo (director Luigi Mancinelli) | Intèrprets de la quarta versió 28 de novembre de 1879, Politeama Genovese (director Gialdino Gialdini) |
| -------------- | ------------ | ------------------------------------------------------------------------------------- | -------------------------------------------------------------------------------------------- | ---------------------------------------------------------------------------------------------- | --- |
| La Gioconda    | soprano      | Maddalena Mariani Masi                                                                | Maddalena Mariani Nasi                                                                       | Maddalena Mariani Nasi                                                                         | Maddalena Mariani Nasi                                                                                 |
| Laura Adorno   | mezzosoprano | Marietta Biancolini Rodriguez                                                         | Eulalia Kadmina                                                                              | Filippina von Edelsberg                                                                        | Flora Mariani De Angelis                                                                               |
| Alvise Badoèro | baix         | Ormondo Maini                                                                         | Ormondo Maini                                                                                | Ladislao Miller                                                                                | Édouard de Reszke                                                                                      |
| La Cieca       | contralto    | Eufemia Barlani-Dini                                                                  | Amelia Sbolgi                                                                                | Amelia Sbolgi                                                                                  | Giuditta Celega                                                                                        |
| Enzo Grimaldo  | tenor        | Julián Gayarre                                                                        | Enrico Barbacini                                                                             | Enrico Barbacini                                                                               | Francesco Marconi                                                                                      |
| Barnaba        | baríton      | Gottardo Aldighieri                                                                   | Giuseppe Kaschmann                                                                           | Augusto Parboni                                                                                | Gustavo Moriami                                                                                        |
| Zuàne          | baix         | Giovanni Battista Cornago                                                             | Abulcher Leoni                                                                               | Achille Cardos                                                                                 | Giacomo Origo                                                                                          |
| Un cantore     | Baix         | Giovanni Battista Cornago                                                             | Abulcher Leoni                                                                               | Achille Cardos                                                                                 | Giacomo Origo                                                                                          |
| Isepo          | tenor        | Amedeo Grazzi                                                                         | ?                                                                                            | Salvatore De Angelis                                                                           | Emanuele Dall'Aglio                                                                                    |
| Un pilota      | baix         | Giovanni Battista Cornago                                                             | ?                                                                                            | ?                                                                                              | Giovanni Battista Panari                                                                               |

## Argument
L'acció té lloc a la Venècia del Segle XVII.

### Acte I - La boca del lleó
Escenari: pati del Palazzo Ducale de Venècia. A una banda del pòrtic de la Carta, una portassa condueix a l'interior de la basílica de Sant Marc. A un costat del pati, una boca de lleó té gravada sobre el marbre la inscripció: Denúncies secretes a la inquisició contra qualsevol persona amb el secret impune i els beneficis atorgats per llei. Prop s'hi troba l'escrivania d'un escrivà.
El pati es troba de gom a gom de ciutadans que, festivament, es dirigeixen a les regates (Feste! Pane!). Barnaba –confident del Consell dels Deu fingeix ser un contarondalles amb música ambulant– espia, amagat darrere d'una columna, Gioconda, qui porta sa mare cega a l'església (Figlia, che reggi il tremulo piè). L'home està enamorat de Gioconda, però, després que ella el rebutgi per enèsima vegada (Al diavol vanne con la tua chitarra!), medita venjar-se'n per mitjà de la Cega.
El poble retorna de la regata (Gloria a chi vince il palio verde): el regatista Zuané és qui ha perdut. Barnaba se li acosta i li insinua un dubte: ha estat una bruixa qui l'ha fet perdre? Llavors Barnaba acusa la Cega (La vidi staman gittar sul tuo legno un segno maliardo, un magico segno[…] la tua barca sarà la tua bara!). La calúmnia es difon entre el poble, que s'enfronta a la dona. Ni Gioconda ni l'home de qui està enamorada, Enzo Aconsegueixen sostraure-la de la gentada (Assassini, quel crin venerando rispettate!). Aleshores intervé Laura Adorno (de la qual està enamorat Enzo) i el seu marit Alvise Badoero, noble i inquisidor de l'Estat. Laura intercedeix davant del seu marit, qui accepta de salvar la Cega, la qual, en senyal de reconeixement, dona a Laura un rosari (A te questo rosario, che le preghier aduna... ti porterà fortuna). La gentada es dispersa.
Barnaba s'acosta a Enzo, qui ha reconegut la seva estimada Laura, i li demana el seu vertader nom, assegurant-li que amb ell el seu secret està segur, i li revela que aquella mateixa nit ajudarà Laura a fugir amb ell. Enzo, agraït, li diu el seu nom: aleshores Barnaba revela la seva vertadera identitat (Sono il possente demone del Consiglio dei Dieci) i que fa tot això per poder ser estimat per Gioconda: Enzo fuig, horroritzat.
Barnaba, una vegada sol, dicta a l'escrivà Isepo (Scrivano […] io son la mano e tu la penna: scrivi) una denúncia contra els amants Enzo i Laura i l'introdueix a la boca del lleó (O, monumento!), mentre Gioconda, amagada darrere d'una columna amb la mare, escolta l'acusació i observa l'acte de la delació.
Una vegada Barnaba ha eixit d'escena, el poble entra al pati amb aires de festa (Carneval! Baccanal!) improvisant una furlana, però la festa s'interromp pel cor dels fidels que prové de la basílica (Angele dei, gloria al Signor). Un monjo exhorta el poble a agenollar-se i pregar les vespres (Tramonta il sol... udite il canto del vespro santo, prostrati al suol). Mentre s'escolta l'himne, Gioconda, desesperada (Tradita! Ohimè, io soccombo!), lamenta el seu destí (O cor, don funesto). La mare mira de consolar-la (Ma vien, facciamone un sol di due dolor...), però Gioconda s'hi mostra decidida: aquella mateixa nit, també ella pujarà al vaixell d'Enzo.

### Acte II - El rosari
Escenari: és nit fosca i un bergantí, de nom Hècate, al costat de l'escenari, espera al port de la llacuna de Venècia anomenat de la Fusina. En les immediates rodalies, una illa deserta.

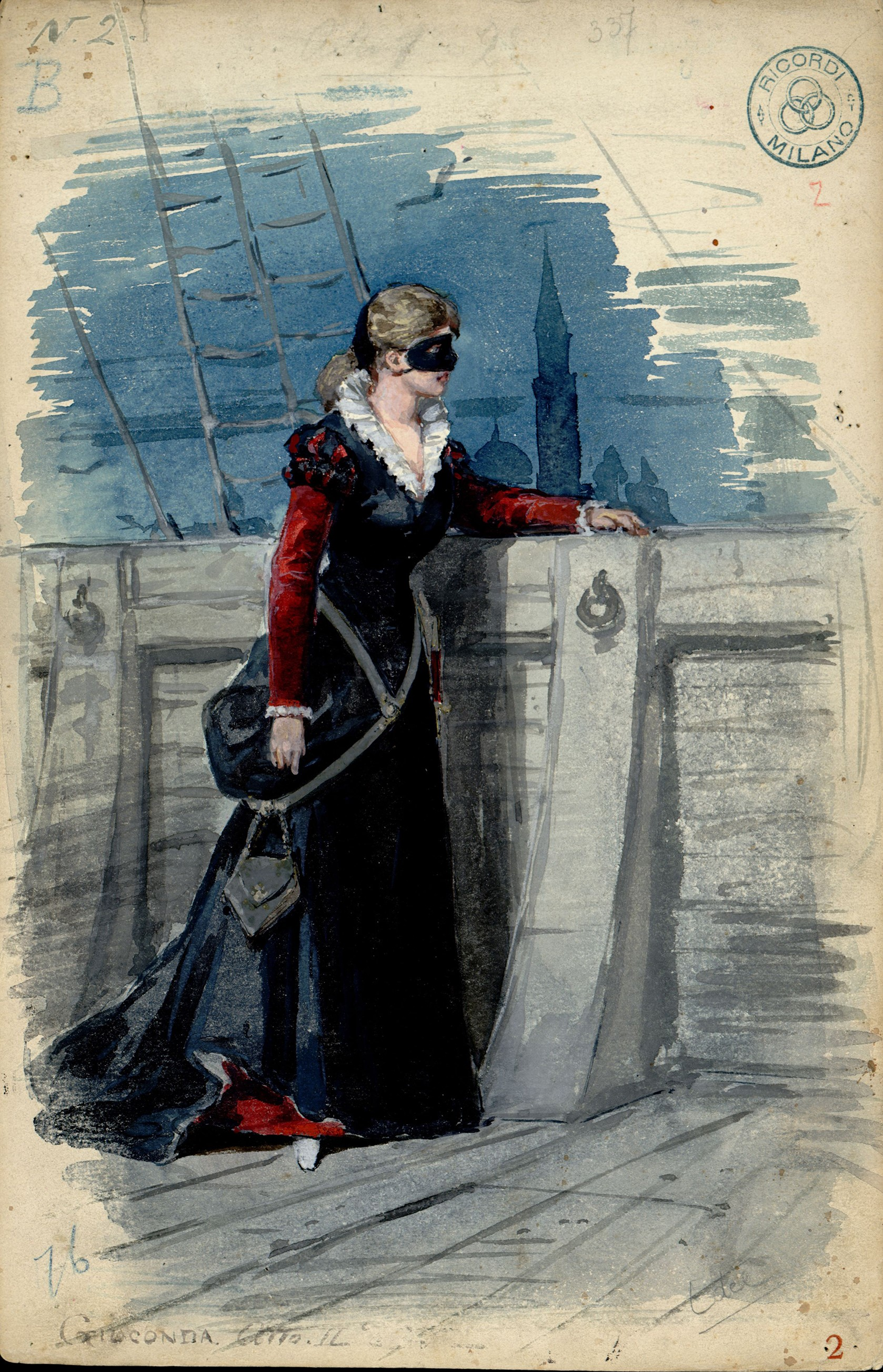
Vestuari de l'acte II de Gioconda (de la producció original de 1876) d'⁣Alfredo Edel.

Els mariners de l'Hècate esperen els seus companys cantant una cançó marinera mentre Barnaba, fent-se passar per un pescador, espia («Pescator, affonda l'esca!»), prop de l'illot, el vaixell del genovès després d'haver enviat Isepo a espiar l'arribada de la nau veneciana. Aviat entra en escena el príncep Enzo, i envia sota coberta els mariners per fer-se càrrec ell mateix de la guarda nocturna.
Enzo espera impacient l'arribada de Laura («Cielo e Mar») fins que Barnaba acosta la barca a la nau portant-hi l'amant d'Enzo. Laura puja a bord, però sembla alarmada per la sinistra presència del pescador. Però aquest «és l'home que ens obre el paradís!» replica Enzo i de seguida la tranquil·litza («De, non turbare, con ree parole»). Els dos amants intercanvien dolces paraules («Laggiù nelle nebbie remote») fins que la lluna s'amaga completament, moment en què Enzo va sota coberta per cercar un timoner que els conduisca el vaixell en la fugida.
Mentre Laura està sola, prega a la Mare de Déu per la complicada situació en què es troba (Stella del marinar). En escoltar les darreres paraules de la pregària de Laura (...su me scenda la tua benedizion), Gioconda ix de la foscor (E un anatema!) i l'agredeix amenaçant-la de mort si no abandona (Vuoi fuggir? D'amor ti struggi?).
Laura afirma que el seu amor és més fort que el de Gioconda (L'amo come il fulgor del creato!). Llavors Gioconda l'amenaça de mort o de delatar-la al seu espòs, qui s'acosta amb una barca (La è il tuo consorte!). Laura alça el rosari, atemorida, i Gioconda la reconeix com la dona que va salvar sa mare, i l'ajuda a fugir. Laura, confusa, demana el nom de la seua salvadora (Ma mi dirai chi sei?), sóc la Gioconda respon l'altra.
Barnaba arriba un instant més tard (Maledizion! Ha preso il vol!) i instiga Alvise a seguir la barca en la qual fuig Laura. Torna Enzo, qui cerca Laura a l'illa, Gioconda afirma que Laura ha fugit per por (Vedi là, nel canal morto? Un navil che forza il corso? Essa fugge...il suo rimorso fu più forte dell'amor!). Enzo, desdenyat (Non mi dir d'avermi amato... odio sol tu porti in core!), corre cap a la costa per seguir la dona estimada (Là è la vita), però Gioconda l'atura i li adverteix del perill de les galeres venecianes (La è la morte!). El genovès, per a evitar ser capturat, cala foc al seu vaixell (Incendio! Guerra! Morte! Strage!).

### Acte III - El narcòtic o la Ca' d'Oro
Escena I: Una cambra a la Ca' d'Oro. Nit; làmpada encesa - a un costat una armadura antiga.
Alvise descobreix la traïció de Laura i maquina d'assassinar-la (Si, morir ella dè!). Després d'haver-la trucada, l'adula amagant a males penes la seua ira. Laura, sospitant, li demana el motiu de tanta crua ironia (Dal vostro accento insolito cruda ironia traspira...). Alvise, al zenit de la seua ira, l'obliga a dir la veritat, i després crida que aviat morirà.
Mentre Laura lamenta el seu destí (Morir, morir è troppo orribile), Alvise li mostra el seu taüt. Fora ressonen els cants del poble que s'està lliurant a la festa (La gaia canzone fa l'eco languir e l'ilare suono si muta in sospir). Alvise l'obliga a beure un verí abans que el cant arribe fins a l'última nota, però Gioconda entra d'amagat i convenç Laura de beure d'una altra ampolla que conté un potent narcòtic que de la mort fingeix el letarg.
Després de beure'l, Laura entra a la cambra mortuòria i jeu al catafalc. Entra Alvise i, observant l'ampolla buida, es convenç que la dona està morta. Gioconda invoca la mare, i afirma que l'ha salvada només per amor a Enzo (Io la salvo per lui, per lui che l'ama!).
Escena II: Sumptuosíssima sala contigua a la cambra funerària, esplèndidament ornada de festa. Àmplia portassa al fons a l'esquerra, una altra a la dreta, però aquesta coberta per cortines. Una tercera porta apareix a l'esquerra.
Al palau es desenvolupa una audiència durant la qual els invitats lloen la Ca' d'Oro (S'inneggi alla Ca' d'Oro!). Alvise ha fet preparar per a ells l'espectacle de la Dansa de les Hores. 

Apareix Barnaba, qui novament acusa la Cega de bruixeria. Del carrer se sent l'eco del so funest de la campana dels moribunds, i Barnaba revela a Enzo la mort de Laura (Un'agonia? Per chi?....Per Laura!). Enzo es desemmascara davant de tothom, Alvise ordena arrestar-lo i li anuncia una dolorosa agonia a la presó, mentre els convidats a la festa lamenten el final tràgic de la festa (D'un vampiro fatal).
Finalment, Alvise mostra a tots el cos, aparentment sense vida, de Laura. Enzo intenta agredir-lo (Carnefice!), però és aturat per la guàrdia i arrestat. Enmig del desconcert general (Orror! Orror! Orror!), Barnaba rapta la Cega.

### Acte IV - El canal Orfano
Escenari: L'atri d'un palau enderrocat a l'illa de la Giudecca. Al cantó de la dreta un paravent estès, al costat del qual hi ha un llit. Al fons hi ha una gran porta, darrere la qual es pot veure la llacuna i la plaça de Sant Marc, il·luminada de festa. Una imatge de la Mare de Déu i una creu pengen del mur. Una taula, un canapè, sobre la taula un llum i un gresol encès, una ampolla de verí, un punyal. Sobre el canapè, diversos ornaments escènics de Gioconda. A la dreta de l'escenari, un llarg i fosc carrer.
L'illa de la Giudecca. Un dolç i malencònic preludi obre el darrer acte. Gioconda és sola i espera l'arribada d'algú. Arriben els amics cantors, que porten el cos de Laura, furtat de la cripta. Gioconda suplica als cantors que cerquen sa mare i la porten a Canareggio. Una vegada sola, la dona medita el suïcidi (Suicidio! In questi / Fieri momenti), però aviat hi renuncia perquè Laura i Enzo no podrien fugir sense el seu ajut.
Però Gioconda dubta que Laura estiga encara viva (Laura è là...là sul letto...viva, morta...nol so), i decideix posar fi a la seua pròpia vida (Se spenta fosse!!!Siam sole... è notte... profonda è la laguna...), però dues veus procedents del canal, assenyalant la presència d'un cadàver a la llacuna, l'interrompen (Eh! dalla gondola, che nuove porti? - Nel Canal Orfano ci son dei morti!). Gioconda aterrida s'atura i invoca la pietat de l'estimat pel que creu haver fet.
Just en aquell moment arriba Enzo, alliberat per Barnaba gràcies a la intercessió de Gioconda. Enzo està desesperat, vol anar al sepulcre de Laura i matar-s'hi, però Gioconda li revela que l'ha extreta de la tomba. Enzo, enfurismat, intenta que Gioconda li diga el lloc on l'ha amagada (O furibonda iena che frughi il cimitero!). Gioconda ho refusa i ell prova de matar-la (Oh, gioia, m'uccide!), però en aquell moment es desperta Laura, que el crida.
Gioconda, plena de vergonya, s'amaga, però Laura revela a l'estimat que ella li ha salvat la vida. Enzo la beneïx, mentre apareix la barca amb els cantors cantant una serenata. Gioconda recorda la cançó i el rosari donat a Laura per la mare; renova la benedicció sobre Laura, i la fa fugir en la barca en companyia d'Enzo vers Aquileia. Els dos jóvens, commocionats, la beneeixen mentre s'allunyen.
Gioconda, desesperada, agafa el ganivet, però es recorda de la mare, i també del pacte fet amb Barnaba. Prova de fugir, però de sobte entra algú, que resulta ser Barnaba. És el moment de pagar el preu: la cantant ha promès a canvi el seu cos a Barnaba, qui la convida a respectar el pacte. Però, després d'haver-lo enervat (Vò farmi più gaia... più fulgida ancora...), s'apunyala a si mateixa (Volesti il mio corpo, demon maledetto? E il corpo ti dò!).
Barnaba, burlat, vol venjar-se'n revelant-li que acaba d'assassinar sa mare (Ier tua madre m'ha offeso... io l'ho affogata!). Però és tard: Gioconda ja ha mort (Non ode più!). Després d'haver emès un altre crit de ràbia (o de dolor?) Barnaba fuig pels carrers, mentre l'orquestra bruscament clou l'òpera.

## Estructura

### Acte I: La boca del lleó
- 1 Preludi
- 2 Cor d'introducció
  - Cor d'introducció Feste! Pane! (Acte I, escena 1)
- 3 Escena i Tercet
  - Escena E cantan su lor tombe! (I,2)
  - Tercet Gioconda, la Cieca i Barnaba Figlia ch ereggi il tremulo pie' (I,3)
- 4 Recitatiu - Cor de la Regata i Sommossa - Romança
  - Recitatiu L'ora non giunse ancor (I,3)
  - Cor de la Regata i Sommossa Gloria a chi vince! (I,4-5)
  - Romança de la Cieca Voce di donna o d'angelo (I,5)
- 5 Escena i Duet
  - Escena Enzo Grimaldo (I,6)
  - Duet Enzo i Barnaba Pensi a Madonna Laura (I,6)
  - [Cabaletta] O grido di quest'anima (I,6)
- 6 Escena, Recitatiu i Monòleg
  - Escena i recitatiu Maledici? Sta ben... (I, 7)
  - Monòleg Barnaba O monumento! (I, 8)
- 7 Final I - Cor, Furlana i Pregària
  - Cor Carneval! Baccanal! (I, 9)
  - Furlana (I, 9)
  - Pregària Angele Dei (I, 9)

### Acte II: El Rosari
- 8 Escena marinera, Recitatiu i Barcarola
  - Escena marinera Ho! He! Fissa il timone! (II, 1)
  - Recitatiu Chi va là? (II, 2)
  - Barcarola Barnaba Pescator, affonda l'esca"" (II, 2)
- Recitatiu, represa de la Barcarola i Romança
  - Recitatiu i represa de la Barcarola Sia gloria ai canti dei naviganti"" (II, 3)
  - Romança Enzo Cielo! e mar! (II, 4)
- 10 Escena i Duet
  - Escena Ma chi vien (II, 4-5)
  - Duet Laura Enzo Laggiù nelle nebbie remote (II, 5)
- 11 Escena i Romança Laura
  - Escena E il tuo nocchiero (II, 5)
  - Romança Laura Stella del marinar! (II, 6)
- 12 Duet
  - [Escena] E un anatema! (II, 7)
  - Duet Gioconda Laura L'amo come il fulgor del creato (II, 7)
- 13 Escena i Duet-Finale II
  - Escena Il mio braccio t'afferra! (II, 7-8)
  - Duet-Finale II Gioconda Enzo Laura! Laura, ove sei? (II, 9)
  - [Stretta] Tu sei tradito!

### Acte III: La Ca' d'oro
- 14 Escena i Ària
  - Escena Sì, morir ella de' (III, 1)
  - Ària Alvise Là turbibi e farnetichi (III, 1)
- 15 Escena i Duet
  - Escena Qui chiamata m'avete? (III, 2)
  - Duet Laura Alvise Morir! è troppo orribile (III, 2)
- 16 Escena i Serenata
  - Escena E già che ai nuovi imeni (III, 2)
  - Serenata La gaia canzone (III,2-4)
  - [Escena] O madre mia (III, 5)
- 17 Escena, entrada dels cavallers i Cor
  - Escena i entrada dels cavaller Benvenuti, messeri (III, 6)
  - Cor S'inneggi alla Ca' d'oro (III, 6)
- 18 Recitatiu i Dansa de les Hores
  - Recitatiu Grazie vi rendo (III, 6)
  - Dansa de les Hores (III, 6)
    - Surten les hores de l'Alba (Moderato)
    - Les hores de l'Alba (Andante poco mosso)
    - Surten les hores del matí
    - Dansa de les hores del matí (Moderato)
    - Surten les hores de la tarda
    - Surten les hores de la nit (Moderato, Andante poco mosso, Allegro vivacissimo
- 19 Escena i finale III - concertant
  - Escena Vieni! - Lasciami! (III, 7)
  - Concertant D'un vampiro fatale

### Acte IV: El Canal Orfano
- 20 Preludi, Escena i Ària
- Preludi
- Escena Nessun v'ha visto? (IV, 1)
- Ària Gioconda Suicidio! (IV, 2)
- 21 Duettino, Escena i Tercet
  - [Escena] Ecco il velen di Laura (IV, 2-3)
  - Duettino Gioconda Enzo Gioconda! - Enzo! sei tu! (IV, 3)
  - Escena Enzo! - Mio Dio! (IV, 4)
  - Tercet A te questo rosario (IV, 4)
- 22 Escena i Duet final
  - escena Ora posso morir (IV, 5-última)
  - Duet finale Gioconda Barnaba Ebbrezza! delirio! (IV, última)

## Peces cèlebres
- Preludi
- Feste! Pane!, cor d'introducció (acte I)
- Voce di donna o d'angelo, concertant (acte I)
- O monumento, monòleg de Barnaba (acte I)
- Carneval! Baccanal!, furlana i dansa popular (acte I)
- O cor, dono funesto, arioso de Gioconda (acte I)
- Pescator, affonda l'esca, cançó de Barnaba (acte II)
- Cielo e mar!, romança d'Enzo (acte II)
- Deh! non turbare - con ree parole, Duet entre Enzo i Laura (acte II)
- Stella del marinar!, romança de Laura (acte II)
- L'amo come il fulgor del creato, Duet entre Gioconda i Laura (acte II)
- Là turbini e farnetichi, ària d'Alvise (acte III)
- Dansa de les Hores, (acte III)
- Già ti vedo immota e smorta, concertant (acte III)
- Preludi al quart acte
- Suicidio!, romança de Gioconda (acte IV)

## Enregistraments

### Discografia (selecc.)
| Any  | Elenc (Gioconda, Enzo, Laura, Barnaba, Alvise, La Cieca)                                                  | Director             | Segell |
| ---- | --- | -------------------- | ------ |
| 1952 | Maria Callas, Gianni Poggi, Fedora Barbieri, Paolo Silveri, Giulio Neri, Maria Amadini                    | Antonino Votto       | Cetra  |
| 1957 | Anita Cerquetti, Mario del Monaco, Giulietta Simionato, Ettore Bastianini, Cesare Siepi, Franca Sacchi    | Gianandrea Gavazzeni | Decca  |
| 1958 | Zinka Milanov, Giuseppe Di Stefano, Rosalind Elias, Leonard Warren, Plinio Clabassi, Belén Amparán        | Fernando Previtali   | RCA    |
| 1959 | Maria Callas, Pier Miranda Ferraro, Fiorenza Cossotto, Piero Cappuccilli, Ivo Vinco, Irene Companeez      | Antonino Votto       | EMI    |
| 1967 | Renata Tebaldi, Carlo Bergonzi, Marilyn Horne, Robert Merrill, Nicola Ghiuselev, Oralia Dominguez         | Lamberto Gardelli    | Decca  |
| 1981 | Montserrat Caballé, Luciano Pavarotti, Agnes Baltsa, Sherrill Milnes, Nicolaj Ghiaurov, Alfreda Hodgson   | Bruno Bartoletti     | Decca  |
| 1987 | Éva Marton, Giorgio Casellato-Lamberti, Livia Budai, Sherrill Milnes, Samuel Ramey, Anne Gjevang          | Giuseppe Patané      | Sony   |
| 2003 | Violeta Urmana, Placido Domingo, Luciana d'Intino, Lado Atanelli, Roberto Scandiuzzi, Elisabetta Fiorillo | Marcello Viotti      | EMI    |

### Videografia
| Any  | Elenc (Gioconda, Enzo, Laura, Barnaba, Alvise, La Cieca)                                               | Director          | Segell  |
| ---- | --- | ----------------- | ------- |
| 1986 | Éva Marton, Placido Domingo, Ludmila Semtschuk, Matteo Manuguerra, Kurt Rydl, Margarita Lilowa         | Adam Fischer      | Arthaus |
| 2005 | Deborah Voigt, Richard Margison, Elisabetta Fiorillo, Carlo Guelfi, Carlo Colombara, Ewa Podles        | Daniele Callegari | TDK     |
| 2005 | Andrea Gruber, Marco Berti, Ildikó Komlósi, Alberto Mastromarino, Carlo Colombara, Elisabetta Fiorillo | Donato Renzetti   | Dynamic |

## La dansa de les hores
El ballet La dansa de les hores (en italià: Danza delle ore) de l'Acte III de l'òpera es va convertir en un èxit internacional en el repertori de concerts després de ser interpretada a l'⁣Exposició de París de 1878. S'ha mantingut una selecció freqüent de l'òpera en concerts d'orquestra i ballet a escala internacional. Considerat un dels ballets més populars de la història, el ballet es va utilitzar a la pel·lícula d'animació de 1940 de Walt Disney Fantasia. El segment està format per tot el ballet, però interpretat còmicament per animals. Els ballarins del matí estan representats per Madame Upanova i els seus estruços. Els ballarins del dia estan representats per Hyacinth Hippo i els seus servents d'hipopòtams. (Per a aquesta secció, la peça s'amplia amb una repetició modificada i reorquestrada de la música del "matí".) Els ballarins de la nit estan representats per Elephanchine i el seu grup d'elefants que bufen bombolles. Els ballarins de la nit estan representats per Ben Ali Gator i la seva tropa de caimans. Tots els ballarins s'alegren a la gran sala d'una gran final, que és tan extravagant que tot el palau s'ensorra al final.
Una altra paròdia famosa de La dansa de les hores és la cançó d'⁣Allan Sherman Hello Muddah, Hello Fadduh, que descriu una època miserable al campament d'estiu. Utilitza el tema principal del ballet com a melodia. Més tard es va fer referència a la cançó de Sherman en un anunci de televisió de 1985.